# پارک موراساکی شیکیبو
پارک موراساکی شیکیبو (به ژاپنی: 紫式部公園（むらさきしきぶこうえん) یکی از پارک‌های واقع در اچیزن، فوکوئی، استان فوکویی، ژاپن است. این یک باغ به سبک شیندن است که در هیگاشیسنپوکو چو، شهر اچیزن، استان فوکویی واقع شده است و به یاد موراساکی شیکیبو، نویسنده داستان گنجی ساخته شده است. این نام از این واقعیت ناشی می‌شود که موراساکی شیکیبو به دنبال پست پدرش فوجیوارا نو تامه‌توکی در اینجا اقامت داشت.
می‌توانید مجسمه طلایی موراساکی شیکیبو را که توسط کاتسوزو انتسوبا، دریافت‌کننده نشان فرهنگ ساخته شده است، و تسوریدن (Tsuriden) که تماماً از سرو ساخته شده است را ببینید.
در موزه مربوط به موراساکی در همان نزدیکی، می‌توانید آثاری در ارتباط با موراساکی شیکیبو را تا زمانی که «داستان گنجی» را از طریق گرافیک‌های دقیق و ویدیوهایی به سبک طومار تصویر نوشت، ردیابی کنید. این موزه همچنین صنایع دستی سنتی مناطق اچیزن و تاننا را که از دوره کوکوفو زمانی که شیکیبو زندگی می‌کرد، از طریق نمایشگاه‌ها و فروش‌ها به حیات خود ادامه داده‌اند، معرفی می‌کند.